# Asura albigrisea
Asura albigrisea är en fjärilsart som beskrevs av Rothschild 1913. Asura albigrisea ingår i släktet Asura och familjen björnspinnare. Inga underarter finns listade i Catalogue of Life.